# Jalen Riley
Jalen Ross Riley (Racine, Wisconsin; 6 de marzo de 1993) es un baloncestista estadounidense que pertenece a la plantilla del Stal Ostrów Wielkopolski de la PLK. Con 1,83 metros de estatura, juega en la posiciones de base y escolta.

## Trayectoria deportiva
Es un jugador formado en el Sauk Valley CC desde 2013 a 2015 y en 2015 ingresaría en la Universidad Estatal de Tennessee Oriental para jugar dos temporadas en la NCAA con los East Tennessee State Buccaneers en los que promediaría 16,5 puntos de media en su carrera universitaria. 
Tras no ser drafteado en 2015, durante la temporada 2015-16 firmó por el BK Levicki Patrioti Levice de la Slovenská Basketbalová Liga eslovaca, en el que jugaría 6 partidos en los que promedió 5,50 puntos por partido.
En la temporada 2016-17 firmó por el Thor AK Akureyri de la Domino's deildin, la primera división islandesa.
En la temporada 2017-18 llega a España para jugar en las filas del CB Cazorla Jaén Paraíso Interior de la Liga EBA.
En la temporada 2018-19 jugaría en las filas del Palangos Kursiai de la National Basketball League, la segunda división lituana. Allí participa en 42 partidos en los que promedia 26,40 puntos por encuentros.
En la temporada 2019-20 firma por el Cholet Basket de la PRO A francesa, en el que juega en 25 partidos promediando 11,28 puntos por partido.
El 26 de diciembre de 2020, firma por el FC Porto de la Liga Portuguesa de Basquetebol.
El 20 de julio de 2021, firma por el  VEF Riga de la Latvijas Basketbola līga.